# Autobahndreieck Havelland
Das Autobahndreieck Havelland (Abkürzung: AD Havelland; Kurzform: Dreieck Havelland) ist ein Autobahndreieck in Brandenburg in der Metropolregion Berlin. Es bindet die Bundesautobahn 24 (Hamburg–Berlin) an die Bundesautobahn 10 (Berliner Ring) an.

## Geographie
Das Dreieck befindet sich in der namensgebenden Region Havelland, auf dem Gebiet der Gemeinden Oberkrämer und Kremmen im Landkreis Oberhavel. Die umliegenden Gemeinden sind Schönwalde-Glien und Nauen. Es befindet sich etwa 30 km nordwestlich der Berliner Innenstadt, etwa 35 km nördlich von Potsdam und etwa 220 km südöstlich von Hamburg.
Das Autobahndreieck Havelland trägt auf der A 24 die Anschlussstellennummer 26, auf der A 10 die Nummer 29.

## Geschichte
Das Autobahndreieck Havelland entstand im Zuge eines Ausbaus des Berliner Rings zwischen 1972 und 1979. Bis 1990 trug es den Namen Abzweig Rostock.
Im Juli 2011 wurde der Planfeststellungsbeschluss für den sechsstreifigen Ausbau von der Anschlussstelle Neuruppin (A 24) bis zur Anschlussstelle Oberkrämer (A 10) einschließlich des Umbaus des Dreiecks Havelland veröffentlicht. Am 17. September 2012 erfolgte der symbolische erste Spatenstich für den Ausbau des Abschnitts Dreieck Havelland–Kremmen. Zu dem Zeitpunkt wurde mit Kosten von 52 Millionen Euro gerechnet.
Die offizielle Verkehrsfreigabe des umgebauten Autobahndreiecks erfolgte am 18. November 2014. Die Investitionskosten für den Umbau des Autobahnknotens und die Anschlussstelle Kremmen beliefen sich schließlich auf 60 Millionen Euro, im März 2012 wurden lediglich 45,5 Millionen Euro veranschlagt. Die Europäische Union beteiligte sich mit 18 Millionen Euro aus dem Europäischen Fonds für regionale Entwicklung an der Finanzierung.

## Bauform und Ausbauzustand
Die Haupttrasse führt in einer Geraden von Westen nach Osten in den Berliner Ring und verbindet die von Westen kommende A 24 mit der von Süden nach Osten verlaufenden A 10.
Beim Umbau wurden die teilweise zu geringen Kurvenradien durch direkte Verbindungsrampen ersetzt, Fahrbahnquerschnitte vergrößert und Standstreifen ergänzt. Das Dreieck besteht nun aus drei Brückenbauwerken. Für die Verbindung vom nördlichen Berliner Ring zur A 24 stehen drei Fahrstreifen je Richtung zur Verfügung, zwischen dem westlichen Berliner Ring und der A 24 sind es weiterhin zwei Fahrstreifen je Richtung. Als Fahrbahnbelag kam sogenannter Flüsterasphalt zum Einsatz. Darüber hinaus entstand auf der Südseite der A 10 ein fast 800 Meter langer Lärmschutzwall.
Vor dem Umbau waren beide Autobahnen vierstreifig ausgebaut. Alle Verbindungsrampen waren zweispurig ausgeführt. Das Dreieck wurde ursprünglich als linksgeführte Trompete angelegt.

## Verkehrsaufkommen
Eine Verkehrszählung im Jahr 2015 ergab folgende Belastung des Autobahndreiecks:
| Von                 | Nach                 | Durchschnittliche tägliche Verkehrsstärke | Anteil Schwerlastverkehr |
| ------------------- | -------------------- | ----------------------------------------- | ------------------------ |
| AS Falkensee (A 10) | AD Havelland         | 34.700                                    | 15,7 %                   |
| AD Havelland        | AS Oberkrämer (A 10) | 55.300                                    | 14,2 %                   |
| AS Kremmen (A 24)   | AD Havelland         | 52.300                                    | 12,3 %                   |

Für das Jahr 2025 werden 65.000 Fahrzeuge je Tag und Richtung prognostiziert.